# Лёйгарватн
Лё́йгарва́тн (исл. Laugarvatn; слушатьо файле) — неглубокое озеро в южной части Исландии в долине Лейгардалюр к западу от Тингведлира и к северу от более крупного озера Апаватн. Площадь озера составляет 2,1 км², а глубина — около 2 м. На его берегах расположено несколько термальных источников. Озеро располагается неподалёку от популярного туристического маршрута «Золотое кольцо».